# (11122) Eliscolombini
(11122) Eliscolombini est un astéroïde de la ceinture principale.

## Description
(11122) Eliscolombini est un astéroïde de la ceinture principale. Il fut découvert le 13 septembre 1996 à Bologne par l'observatoire San Vittore. Il présente une orbite caractérisée par un demi-grand axe de 2,41 UA, une excentricité de 0,15 et une inclinaison de 1,6° par rapport à l'écliptique.

## Compléments